# Luca Monverde
(Giorgio Vasari - Le vite de' più eccellenti pittori, scultori e architettori (1568))
Luca Monverde (Udine, 1500 circa – 1526 circa) è stato un pittore italiano.
Luca Monverde fu uno degli allievi di Pellegrino da San Daniele e, sotto l'autorità del maestro, lavorò con Sebastiano Florigerio, Francesco e Antonio Floriani.
Morì molto giovane a 26 anni.

## Opere[2]

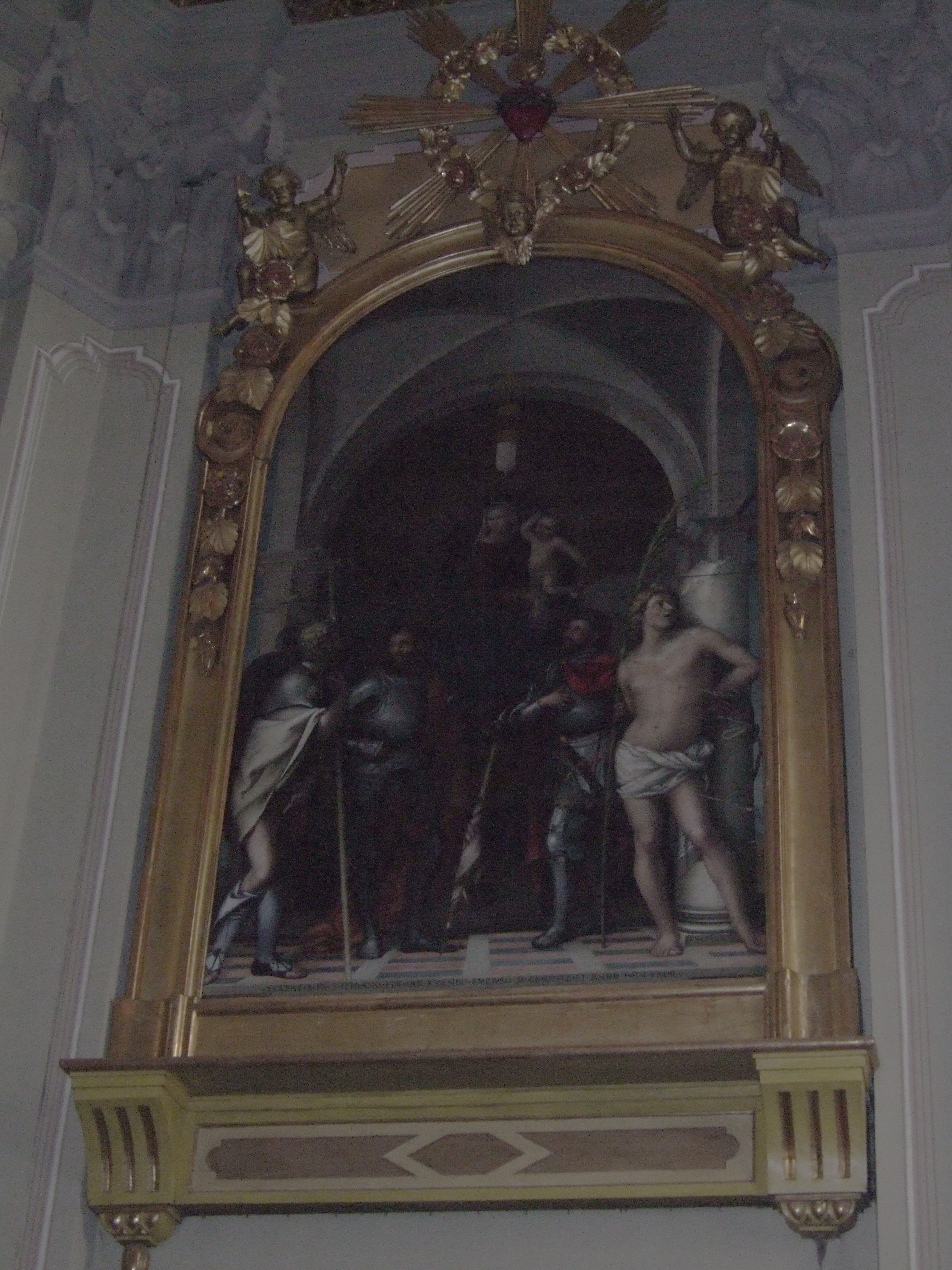
Madonna con Bambino e Santi Rocco, Protasio, Gervasio e Sebastiano

L'unica opera certa di Luca Monverde, firmata dall'artista, è conservata presso il santuario della Beata Vergine delle Grazie ad Udine e si tratta di Madonna con Bambino e Santi con i Santi Rocco, Protasio, Gervasio e Sebastiano (1522).